# Deltoide
| Deltóide                                                       | Deltóide     |
| -------------------------------------------------------------- | ------------ |
| Deltóide com os lados iguais destacados e um círculo inscrito. |              |
| Tipo                                                           | Quadrilátero |
| Lados e vértices                                               | 4            |
| Grupo de simetria                                              | D1 (*)       |

Em geometria um deltoide (pré-AO 1990: deltóide), ou pipa, é um quadrilátero com dois pares disjuntos de lados adjacentes congruentes (ao contrário do paralelogramo, cujos lados congruentes são os opostos). O nome "pipa" é uma referência à forma mais usual do brinquedo com o mesmo nome.
De forma equivalente, um deltóide é um quadrilátero com um eixo de simetria ao longo de uma de suas diagonais. De fato, qualquer quadrilátero com um eixo de simetria é um deltóide ou um trapézio isósceles (incluindo os casos especiais losango e retângulo, respectivamente, e o quadrado, que é ambos). Deltóides e trapézios isósceles são duais: a figura polar recíproca  do deltóide é um trapézio isósceles e vice-versa.
Um deltóide, tal como definido acima, pode ser tanto côncavo como convexo, mas "pipa" geralmente refere-se ao caso convexo.

## Propriedades
- As duas diagonais do deltóide são perpendiculares e a metade do produto de seus comprimentos dão a área do deltóide. Isso pode ser expresso matematicamente como {\displaystyle A{=}{\frac {d_{1}d_{2}}{2}}}. Ou, equivalentemente, se a e b são os comprimentos dos lados não congruentes e θ é o ângulo entre esses lados, então a área é ab sin θ.
- Uma diagonal divide um deltóide (convexo) em dois triângulos isósceles; a outra (eixo de simetria) divide o deltóide em dois triângulos congruentes.
- Dois dos ângulos internos do deltóide são iguais.
- Todo deltóide convexo tem um círculo inscrito, ou seja, existe um círculo que é tangente aos quatro lados. Portanto, todo deltóide convexo é um quadrilátero tangencial. Além disso, se um deltóide convexo não for um losango, existirá um outro círculo, fora do deltóide, tangente aos quatro lados (devidamente estendidos).
- Para todo deltóide côncavo existem dois círculos tangentes a todos os lados (possivelmente estendidos): um é interior ao deltóide e tangencia os dois lados opostos ao ângulo côncavo, enquanto o outro círculo é exterior ao deltóide e tangencia os lados no ângulo côncavo.[3]